# مرت بکر
مرت بکر (آلمانی: Meret Becker; آلمانی: [ˈmɛʁɛt ˈbɛkɐ] ()؛ زادهٔ برمن، آلمان ۱۵ ژانویهٔ ۱۹۶۹) یک هنرپیشه، صداپیشه، گوینده و خواننده اهل آلمان است.
او از جمله در سال ۱۹۹۰ برای بازی در نقش Rumpelstiltskin در فیلم کمیک !Werner - Beinhart شناخته شد. در فیلم کوسه‌های کوچک و همچنین در فیلم روسینی - یا سؤال قاتل، با چه کسی خوابیده، برای نقش «سیندرلا» انتخاب شد. او از طریق سریال تلویزیونی Tatort در نقش کمیسر برلین، نینا روبین، که از سال ۲۰۱۵ تا ۲۰۲۲ در آن بازی کرد، شهرت بیشتری به دست آورد.
از دیگر فیلم‌ها یا برنامه‌های تلویزیونی که وی در آنها نقش داشته‌است می‌توان به مونیخ، تعهد، تالاب و کوکوو اشاره کرد.

## همراهی با جنبش مردم ایران
در جشنواره سال ۲۰۲۳ در برلین، مرت بکر، با لباسی که بر رویش شعار زن، زندگی آزادی نقش بسته بود بر روی فرش قرمز حاضر شد.

## جوایز
- ۱۹۹۵ - جایزه فیلم باواریا، بهترین بازیگر زن
- ۱۹۹۸ - جایزه فیلم آلمان، بازیگر نقش مکمل زن
- ۱۹۹۸ - نشان صلیب شایستگی جمهوری فدرال آلمان (Q1204823)
- ۱۹۹۸ و ۲۰۱۶ - خرس طلایی برلین
- ۲۰۰۵ - جشنواره مکس آپولز، جایزه موسیقی فیلم